# Vestmannaeyjar
Vestmannaeyjar of Westmaneilanden is een groepje eilanden en de gelijknamige stad op ongeveer 11 km voor de zuidwestkust van IJsland.

## De eilanden
- Álsey (0,25 km²)
- Bjarnaey (0,32 km²)
- Brandur (0,10 km²)
- Elliðaey (0,45 km²)
- Geirfuglasker (0,02 km²)
- Geldungur (0,02 km²)
- Heimaey (13,4 km²)
- Hellisey (0,10 km²)
- Suðurey (0,20 km²)
- Surtsey (1,9 km²)
- Súlnasker (0,03 km²)

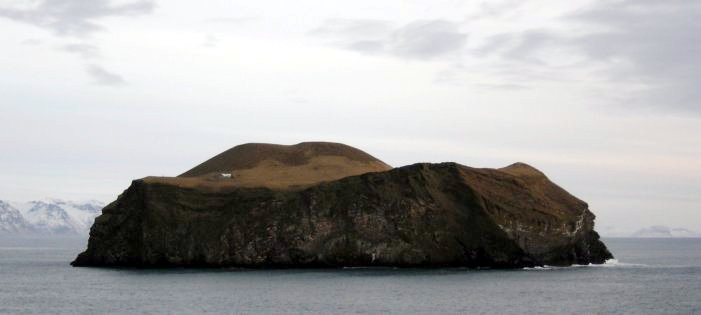
Bjarnaey

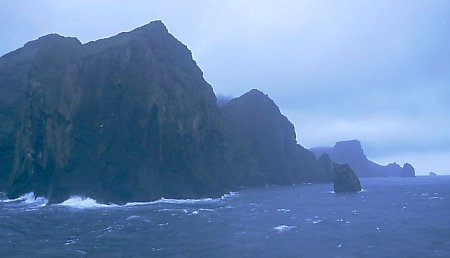
Heimaey

- Vier eilandjes worden de Smáeyjar (Kleine eilanden) genoemd:
  - Grasleysa
  - Hani
  - Hrauney
  - Hæna
- Vier rotsen steken uit boven het water:
  - Litlistakkur
  - Stóristakkur
  - Stóri Örn
  - Faxasker

## Geologie
De Westman-eilanden maken deel uit van een van 's werelds jongste onderzeese vulkanische systemen. De eerste erupties vonden meerdere honderdduizenden jaren geleden plaats, maar ongeveer tienduizend jaar geleden kwamen de eerste delen boven water. Het grootste eiland, Heimaey, ontstond uit de samensmelting van meerdere vulkanen, hetgeen nu nog steeds zichtbaar is. Het gebied is nog steeds vulkanisch actief. Dit blijkt uit een onderzeese uitbarsting van 1963 tot 1967, waarbij het nieuwe eiland Surtsey ontstond, en de uitbarsting van de vulkaan Helgafell op het eiland Heimaey in 1973, waarbij bijna 400 huizen werden verwoest, het eiland meer dan 2,3 km² groter werd en de Eldfell (letterlijk: vuurberg) ontstond.
Afhankelijk hoe men een eiland definieert, bestaan de Vestmannaeyjar uit 15 tot 19 steile, spaarzaam begroeide rotsachtige eilanden en een stuk of 30 steile, uit zee oprijzende rotsen.

## Historie
Hun naamgeving voert terug tot ongeveer het jaar 870 na Christus. Volgens het oude IJslandse manuscript Landnámabók begon de kolonisatie van IJsland met de aankomst van de Noor Ingólfur Arnarson bij de zuidkust. Onder zijn gevolg was zijn pleegbroer Hjörleifur Hróðmarsson, die een jaar na aankomst door zijn slaven werd vermoord (deze plek op IJsland is naar hem vernoemd en heet nu Hjörleifshöfði). Ze vluchtten daarop naar een groepje eilanden voor de kust en hoopten zo aan de toorn van Ingólfur te ontsnappen. Hij kwam toch achter hen aan en slachtte hen allemaal af. De weduwen nam hij echter mee terug. Deze onfortuinlijke slaven kwamen oorspronkelijk uit Ierland, en werden de Westmannen (IJslands: Vestmenn) genoemd, omdat men er in die tijd van uitging dat Ierland het meest westelijk gelegen land was. Ter nagedachtenis aan deze gebeurtenis werd de archipel toen Vestmannaeyjar, ofwel Westman-eilanden genoemd. Ingólfur Arnarson noemde later de plek waar hij zich permanent ging vestigen Reykjavik, de plaats die later zou uitgroeien tot de hoofdstad van IJsland.
Hoewel het leven op het winderige en rotsige eiland moeilijk was, stonden de bewoners minder bloot aan bloedige vetes zoals die op IJsland werden uitgevochten. Wel waren ze kwetsbaar voor rovers en plunderaars. Zo is het eiland eerst meer dan een eeuw bezet geweest door de Engelsen die er een fortificatie hebben gebouwd. Zij werden in de 14e eeuw verdreven door Deense handelaars.
In 1627 werd het zuiden van IJsland aangevallen door Algerijnse of Marokkaanse piraten, aangevoerd door de Nederlander Jan Janszoon. De bewoners op het vasteland konden aan hun wreedheden ontkomen doordat ze de lavavelden op konden vluchten, maar de Westman-eilanders zaten in de val. Velen zijn vermoord, en ca. 240 overlevenden werden als slaaf naar Algerije afgevoerd. Na betalen van losgeld door de Deense koning keerden slechts 13 personen terug. De aanval werd (en wordt nog steeds) door de IJslanders de Turkse invasie genoemd, omdat men het onderscheid tussen de diverse islamitische landen niet kende. Er doen meerdere heroïsche verhalen uit deze periode de ronde: bijvoorbeeld over Guðríður Símonardóttir, beter bekend als Turkse-Gudda, die haar weg terug naar IJsland kocht via Tunesië, Italië en Denemarken. Uiteindelijk trouwde zij met Hallgrímur Pétursson, naar wie de Hallgrímskirkja in Reykjavik is vernoemd.
In 1939, rond het begin van de Tweede Wereldoorlog, begon men met de bouw van de vuurtoren Þrídrangaviti. Deze toren staat op de rotspunt Stóridrangur.

## Diversen
Het grootste eiland, Heimaey (letterlijk: Thuis-eiland), is het enige bewoonde eiland. Er wonen ongeveer 4400 mensen (2020). Voor 1973 waren dat er ongeveer 5000. Op de andere eilanden komen schuilhutten en andere veelal vervallen gebouwtjes voor, die voornamelijk door vogelaars en vogeljagers gebruikt worden. Naast 4 miljoen papegaaiduikers komen er nog vele andere soorten zeevogels voor, miljoenen in totaal.
Bij de grote vulkaaneruptie van januari 1973 werden op Heimaey weliswaar 400 huizen verwoest, maar er viel slechts één dodelijk slachtoffer, dankzij het feit dat de vissersvloot door slecht weer in de haven was gebleven en de bewoners daardoor onmiddellijk konden worden geëvacueerd. Men wist de lavastroom uiteindelijk van richting te doen veranderen door die af te koelen met zeewater. Op de plaats waar de huizen gestaan hebben, ook wel bekend als het Pompeï van het Noorden, zijn later opgravingen verricht.
De verbinding van Heimaey met het vasteland wordt onderhouden door een veerboot naar Landeyjarhöfn, een recent aangelegde veerhaven aan de zuidkust van IJsland vrijwel recht tegenover de Vestmannaeyjar met een vaartijd van 30 minuten. Helaas slibt deze haven regelmatig vol zand, zodat de veerboot dan uitwijkt naar de haven van Þorlákshöfn. De vaartijd vanuit hier is ruim tweeënhalf uur. Het is mogelijk op beide veerboten om een auto mee te nemen, maar dan is reserveren noodzakelijk. Heimaey heeft ook een klein vliegveld, vanwaar diverse vliegmaatschappijen een frequente dienst onderhouden met Reykjavíkurflugvöllur (Reykjavik Domestic Airport).
In Vestmannaeyjar wordt in het eerste weekend van augustus het festival Þjóðhátíð gehouden, dat jaarlijks meer dan 10.000, vooral jeugdige bezoekers uit geheel IJsland trekt. De historie van dit grootste festival van het land gaat terug tot 1874.

## Wetenswaardigheden
- Een inham op Heimaey is van 1998 tot 2003 de thuishaven van de orka Keiko geweest, de hoofdrolspeler uit de Free Willy-films.
- Hallgrim Ørn Hallgrimsson, hoofdpersoon van de serie Ørnen: En krimi-odyssé, is geboren op Vestmannaeyjar en komt daar ook terug in de laatste aflevering Kodenavn: Ithaca.
- ÍBV is de grootste voetbalvereniging op het eiland Heimaey. Het behoort tot de succesvollere IJslands voetbalclubs met tientallen jaren ervaring in de Úrvalsdeild. De thuiswedstrijden worden gespeeld in het Hásteinsvöllur.

## Geboren op Vestmannaeyjar
- Ásgeir Sigurvinsson (1955), voetballer
- Gudmund Torfason (1961), voetballer
- Heimir Hallgrímsson (1967), voetballer en voetbalcoach
- Margrét Viðarsdóttir (1986), voetbalster
- Berglind Björg Þorvaldsdóttir (1992), voetbalster